# Long Lake, Minnesota
Long Lake är en ort i Hennepin County i delstaten Minnesota, USA.